# جورج وود (لاعب كرة قاعدة)
جورج وود (بالإنجليزية: George Wood)‏ هو لاعب كرة قاعدة أمريكي، ولد في 9 نوفمبر 1858 في جزيرة الأمير إدوارد في كندا، وتوفي في 4 أبريل 1924 في هاريسبرج في الولايات المتحدة.

## وصلات خارجية
- جورج وود على موقعبيزبول رفرنس.كوم (الدوري الرئيسي) (الإنجليزية)
- جورج وود على موقعبيزبول رفرنس.كوم (الدوري الثانوي) (الإنجليزية)